# Швабовце
Швабовце (словац. Švábovce) — село в Словаччині, Попрадському окрузі Пряшівського краю. Розташоване в північній Словаччині в західній частині Списької котловини, приблизно 6 кілометрів на південний схід від Попраду.
Уперше згадується у 1268 році.
У селі є готичний римо-католицький костел з 13 століття, перебудований у 14 столітті та протестантський костел з 1806 року в стилі класицизму.

## Населення
| Рік:            | 1994. | 2004.    | 2014.    | 2024.    |
| --------------- | ----- | -------- | -------- | -------- |
| Кількість осіб: | 929   | 1081     | 1431     | 1670     |
| Різниця:        |       | +16,36 % | +32,37 % | +16,70 % |

| Рік:            | 2023. | 2024.   |
| --------------- | ----- | ------- |
| Кількість осіб: | 1643  | 1670    |
| Різниця:        |       | +1,64 % |

У селі проживає 1221 осіб.
Національний склад населення (за даними останнього перепису населення — 2001 року):
- словаки — 91,15 %,
- цигани — 7,14 %,
- чехи — 0,20 %,

Склад населення за приналежністю до релігії станом на 2001 рік:
- римо-католики — 48,89 %,
- протестанти — 45,27 %,
- греко-католики — 0,50 %,
- не вважають себе вірянами або не належать до жодної вищезгаданої конфесії — 5,13 %